# Les Bordes-Aumont
Les Bordes-Aumont ist eine französische Gemeinde mit 539 Einwohnern (Stand 1. Januar 2022) im Département Aube in der Region Grand Est (vor 2016 Champagne-Ardenne). Die Gemeinde gehört zum Arrondissement Troyes und zum Kanton Les Riceys.

## Geografie
Die Gemeinde liegt zwölf Kilometer südsüdöstlich von Troyes. Das Flüsschen Mogne verläuft an der nordwestlichen Gemeindegrenze. Die Nachbargemeinden von Les Bordes-Aumont sind Isle-Aumont im Norden, Saint-Thibault im Osten, Cormost und La Vendue-Mignot im Süden, Villy-le-Bois im Südwesten sowie Villemereuil im Westen.

## Bevölkerungsentwicklung
| Jahr                       | 1962 | 1968 | 1975 | 1982 | 1990 | 1999 | 2006 | 2011 | 2019 |
| Einwohner                  | 180  | 158  | 164  | 221  | 288  | 294  | 307  | 556  | 531  |
| Quellen: Cassini und INSEE |      |      |      |      |      |      |      |      |      |